# Siphanta peracuta
Siphanta peracuta är en insektsart som beskrevs av Fletcher 1985. Siphanta peracuta ingår i släktet Siphanta och familjen Flatidae. Inga underarter finns listade i Catalogue of Life.